# Paula Ingabire

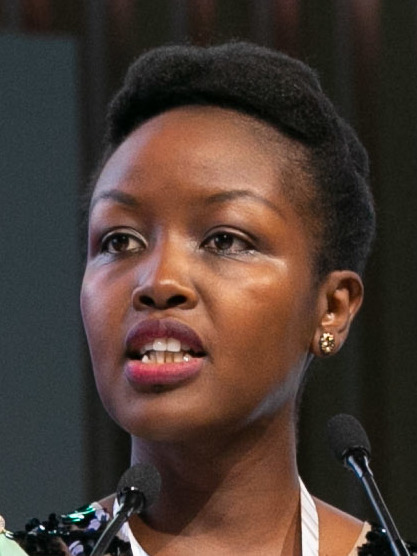
Paula Ingabire als Rednerin auf der Plenipotentiary Conference der
ITU in Dubai am 30. Oktober 2018

Paula Ingabire (* 24. Januar 1983 in Kenia) ist eine ruandische Technologie-Expertin und Politikerin. Seit 2018 gehört sie als Ministerin für Informations- und Kommunikationstechnik und Innovation (englisch Minister of ICT and Innovation) dem Kabinett von Ruanda an.

## Ausbildung
Die 1983 in Kenia geborene Ruanderin besuchte das Lycée de Kigali in der ruandischen Hauptstadt. Sie schloss ein Studium am Kigali Institute of Science and Technology (heute integriert in die University of Rwanda) mit einem Bachelor of Science in Computertechnik und Informationstechnologie ab. Danach setzte sie ihre Ausbildung in den Vereinigten Staaten fort und absolvierte den von der MIT School of Engineering (SoE) und der Sloan School of Management des Massachusetts Institute of Technology (MIT) angebotenen Masterstudiengang System Design and Management. Anschließend war sie am MIT als Systems Design & Management Fellow tätig.

## Berufliche und politische Karriere

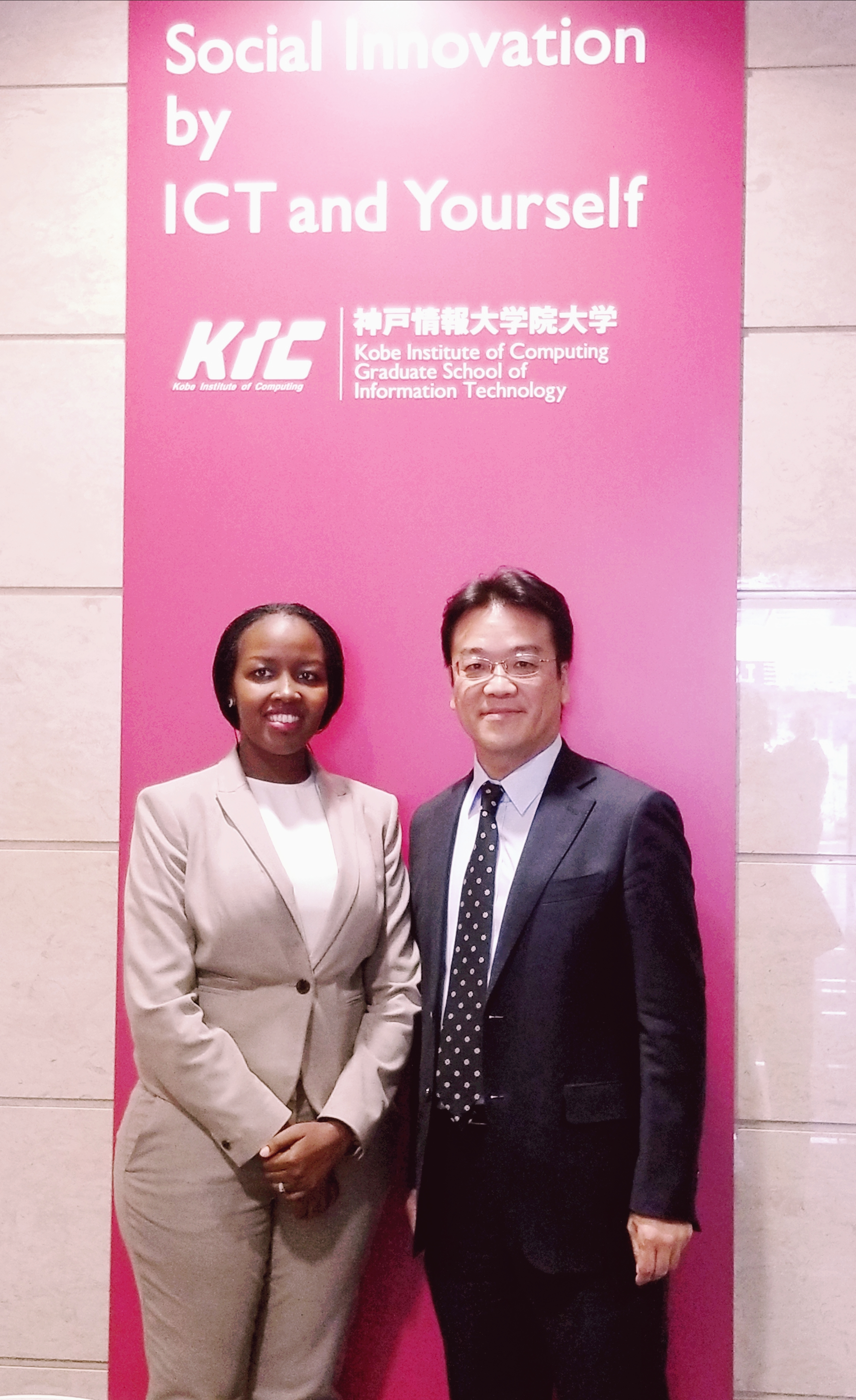
Paula Ingabire und Kenji Fukuoka, Vizepräsident des japanischen Kobe Institute of Computing (KIC), 2019

Nach Ruanda zurückgekehrt, war Ingabire zunächst beim Rwanda Development Board als Head of ICT tätig, anschließend als Koordinatorin der Kigali Innovation City-Projekte.
Präsident Paul Kagame berief Ingabire am 18. Oktober 2018 im Zuge einer Kabinettsumbildung, bei der gleichzeitig die Anzahl der Minister von 31 auf 26 reduziert wurde, als Nachfolgerin von Jean de Dieu Rurangirwa zur Ministerin für Informations- und Kommunikationstechnik und Innovation. Das ruandische Kabinett besteht seitdem zu 50 Prozent aus Frauen; damit sind Ruanda und Äthiopien die einzigen Länder in Afrika mit dem gleichen Anteil von Frauen und Männern in ihren Regierungen. Schon wenige Tage nach ihrem Amtsantritt nahm sie Ende Oktober 2018 als Vertreterin ihres Landes an der Plenipotentiary Conference, einem übergeordneten Entscheidungsgremium der Internationalen Fernmeldeunion (ITU), in Dubai teil und gab eine Grundsatzerklärung Ruandas ab.
In ihrer Funktion als Angehörige des Kabinetts wirkt Ingabire in Ruanda als Förderin und Anwältin der Blockchain-Technologie, die sie als Teil der von ihr selbst so bezeichneten Technologien der Vierten Industriellen Revolution sieht. Sie nimmt an den monatlichen Treffen der Rwanda Blockchain Community teil. Solche Innovationen können ihrer Meinung nach Ruanda unter anderem bei der Weiterentwicklung seines Gesundheitssystems und von Tourismus-Sektoren helfen.
Seit März 2020 zählt Ingabire zu den 115 Young Global Leaders des Weltwirtschaftsforums, einer Gruppe junger Führungskräfte, die verschiedensten Sparten und Disziplinen angehören und aus allen Teilen der Welt stammen. Im September 2020 wurde sie in das Board of Trustees des Weltwirtschaftsforums berufen.

## Persönliches
Paula Ingabire ist mit Silvin Songa verheiratet und Mutter von drei Kindern.